# Crisi política burundesa (2015-2018)
La Crisi política burundesa de 2015 són els diversos episodis violents que van tenir lloc a Burundi a partir del 26 d'abril de 2015 deguts a les protestes contra la candidatura del president Pierre Nkurunziza a presidir el país un tercer mandat. Un dels episodis més destacats d'aquesta crisi és la temptativa de Cop d'estat que es va dur a terme el 13 de maig del mateix any que va fracassar l'endemà.

## Antecedents
Pierre Nkurunziza és el president de Burundi després que fou elegit per primera vegada el 2005 i reelegit el 2010. El 25 d'abril del 2015 el president va anunciar que es tornaria a presentar a les eleccions presidencials burundeses de 2015 per a mantenir el poder durant un tercer mandat consecutiu. El 5 de maig la seva candidatura fou aprovada per la Cort Constitucional del país. Aquesta decisió va resultar controvertida. A continuació, el seu vicepresident va dimitir al·legant que havia patit "pressions enormes i amenaces de mort". El 26 d'abril hi va haver importants manifestacions de persones contràries a la reelecció del president. Aquestes foren seguides per la fugida d'uns 25.000 burundesos, sobretot a Ruanda i de la mort de més de 22 manifestants.

### Reaccions internacionals
- A principis del mes de maig, Bèlgica va anunciar que suspendria la seva ajuda financera al procès electoral.[3]
- L'11 de maig la Unió Europea va demanar informació sobre els escrutinis legislatius i presidencials.[4]

## Temptativa de Cop d'estat
El 13 de maig de 2015 el general Godefroid Niyombare, antic cap major de l'exèrcit burundès va anunciar en una ràdio privada un cop d'estat contra el president Nkurunziza mentre aquest havia viatjat a Dar es Salaam. Tanzània. Nkurunziza, però, va desmentir el cop d'estat i va anunciar el seu retorn al país. El general colpista va ordenar el tancament de les fronteres i de l'aeroport de Bujumbura.
El 14 de maig els colpistes van intentar prendre el control de la Ràdio-Televisió Nacional de Burundi que continuava sota el control de les forces lleials amb el govern. A més a més, també hi va haver combats per a controlar altres mitjans de comunicació com la Ràdio Pública Africana. El vespre del mateix dia, Pierre Nkurunziza va anunciar que havia retornat a Burundi.

## Conseqüències
Tot i que les forces de seguretat van reprimir amb èxit els disturbis a Burundi, els militants armats de l'oposició van continuar actius. FOREBU (més tard rebatejat com a "Forces Populars de Burundi" o FPB), així com RED-Tabara es van unir a les FNL a la RD Congo, on es van implicar en el conflicte de Kivu i van començar a enfrontar-se amb les Forces Armades de la República Democràtica del Congo (FARDAC). L'octubre de 2019, RED-Tabara va llançar una incursió transfronterera a Burundi. El mes següent, militants no identificats van emboscar soldats de l'exèrcit burunès a la frontera entre Burundi i Ruanda, el que va provocar que el govern de Brundian va acusar que Ruanda donava suport als grups rebels locals.